# Варшавское герцогство
Вели́кое Ге́рцогство Варша́вское (пол. Księstwo Warszawskie) — государство, образованное в 1807 году по Тильзитскому миру из польских и литовских территорий, отошедших во время Второго и Третьего разделов Речи Посполитой к Пруссии и Австрийской империи. Великое Герцогство Варшавское являлось протекторатом наполеоновской Франции и де-факто просуществовало до 1813 года, когда оно было завоёвано войсками Шестой коалиции. По решениям Венского конгресса бо́льшая часть герцогства была присоединена к Российской империи как автономное Царство Польское.

## География
Территория герцогства была (1807) 103 тыс. км², число жителей — 2,6 млн чел. После победы в войне Варшавского герцогства с Австрией к нему были присоединены австрийские территории, утраченные во время Третьего раздела Польши, с Краковом, Люблином, Радомом, Сандомиром — 52 тыс. км² и 1,7 млн чел. Столицей герцогства была Варшава.

## Государственное устройство
Конституцию герцогства утвердил Наполеон 22 июля 1807 в Дрездене. Герцогом был назначен король Саксонии Фридрих Август I. Конституция утверждала также правительство, Государственный совет, двухпалатный парламент из палаты депутатов и сената и, кроме того, независимые суды. Употребление слов Польша, польский в политическом смысле не допускалось.
Герцогство делилось на 6 департаментов и 10 поветов в каждом департаменте.
1 мая 1808 года в стране был введён Кодекс Наполеона, в связи с чем появилась эпиграмма: «Княжество Варшавское, король саксонский, армия польская, монета прусская, кодекс французский».
Конституция герцогства Варшавского предоставляла личную свободу всем его жителям, что отменило крепостное право крестьян, провозглашалось равенство всех граждан перед законом. Однако в положении крестьян практически мало что изменилось, освобожденные крестьяне не получили земельных наделов и попали в тесную экономическую зависимость от прежних господ.

### Административное деление
Варшавское герцогство было разделено на департаменты во главе с префектами на основе французской модели. Департаменты, в свою очередь, подразделялись на традиционные польские повяты (уезды). Первоначально из провинции Южная Пруссия было создано шесть департаментов. После польско-австрийской войны 1809 года и Шёнбруннского договора их число увеличилось до десяти (поскольку территория герцогства была расширена после аннексии Западной Галиции). Каждый департамент был назван в честь своей столицы.
Департаменты делились на повяты, а повяты — на городские и сельские гмины. Каждым департаментом руководил префект, а округами — заместитель префекта (польский : podprefekt). Главными городами герцогства (Варшава, Познань, Калиш, Торунь, Люблин, Краков и Сандомир) управляли мэры (по-польски: prezydent), которые были назначены королем Фридрихом Августом I. Первые шесть департаментов были созданы декретом Наполеона. 14 января 1807 г.
В январе 1807 года Варшавское герцогство было разделено на:
- Варшавский департамент
- Познанский департамент
- Калишский департамент
- Быдгощский департамент
- Плоцкий департамент
- Ломжский департамент

После австрийской войны на территории бывшей Западной Галиции королевским указом от 24 февраля 1810 г. были созданы четыре департамента. 17 апреля 1810 г. они были разделены на сорок уездов:
- Краковский департамент
- Люблинский департамент
- Радомский департамент
- Седлецкий департамент

## Война с Австрией
В 1809 году была одержана победа в войне с Австрией. Варшавское герцогство увеличилось, создано 4 новых департамента.

## Война с Россией
26 мая 1812 года герцог Варшавский передал свои полномочия правительству герцогства. 28 июня было объявлено о провозглашении Генеральной Конфедерации Польского Королевства. Герцогство стало самым верным из союзников Наполеона и выставило стотысячную армию, сражавшуюся с первого до последнего дня войны.
После разгрома Наполеона в России русские войска начали заграничный поход в Европу и уже в январе 1813 года полностью захватили территорию Герцогства, которое стало управляться русским генерал-губернатором Василием Ланским.
3 мая 1815 года Венский конгресс утвердил раздел Герцогства: бо́льшая территория бывшего Варшавского герцогства была передана России и образовала автономное Царство Польское; Краков стал Вольным городом; Австрия получила Величку (и соляные шахты), к Пруссии отошла Великая Польша, получившая название великое герцогство Познанское.

## В составе Российской империи
Из-за роста польского национализма в 1830—1860-х гг., ставящего своей целью восстановление Речи Посполитой в прежних границах, автономия «Конгрессовской Польши» была постепенно урезана российскими императорами на протяжении XIX века. После 1867 года её статус был понижен, и она получила неофициальное название Привислинский край.